# Salon 3 sa 85
Der Salonwagen Salon 3 (-sa 85) mit der Wagennummer 447 ist das letzte erhalten gebliebene Exemplar aus dem sächsischen Hofzug.

## Geschichte

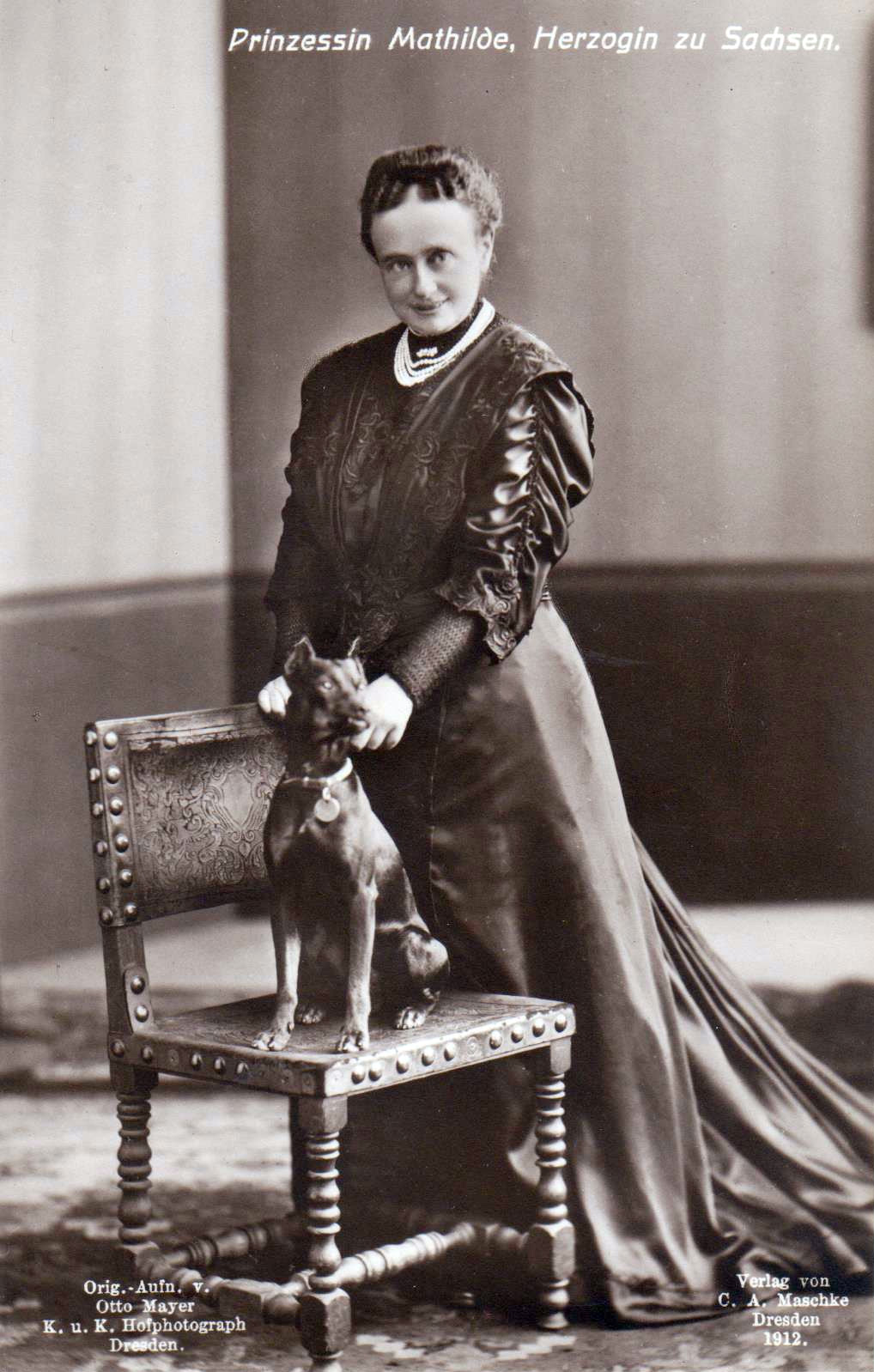
Prinzessin Mathilde von Sachsen, Nutzerin des Salonwagens

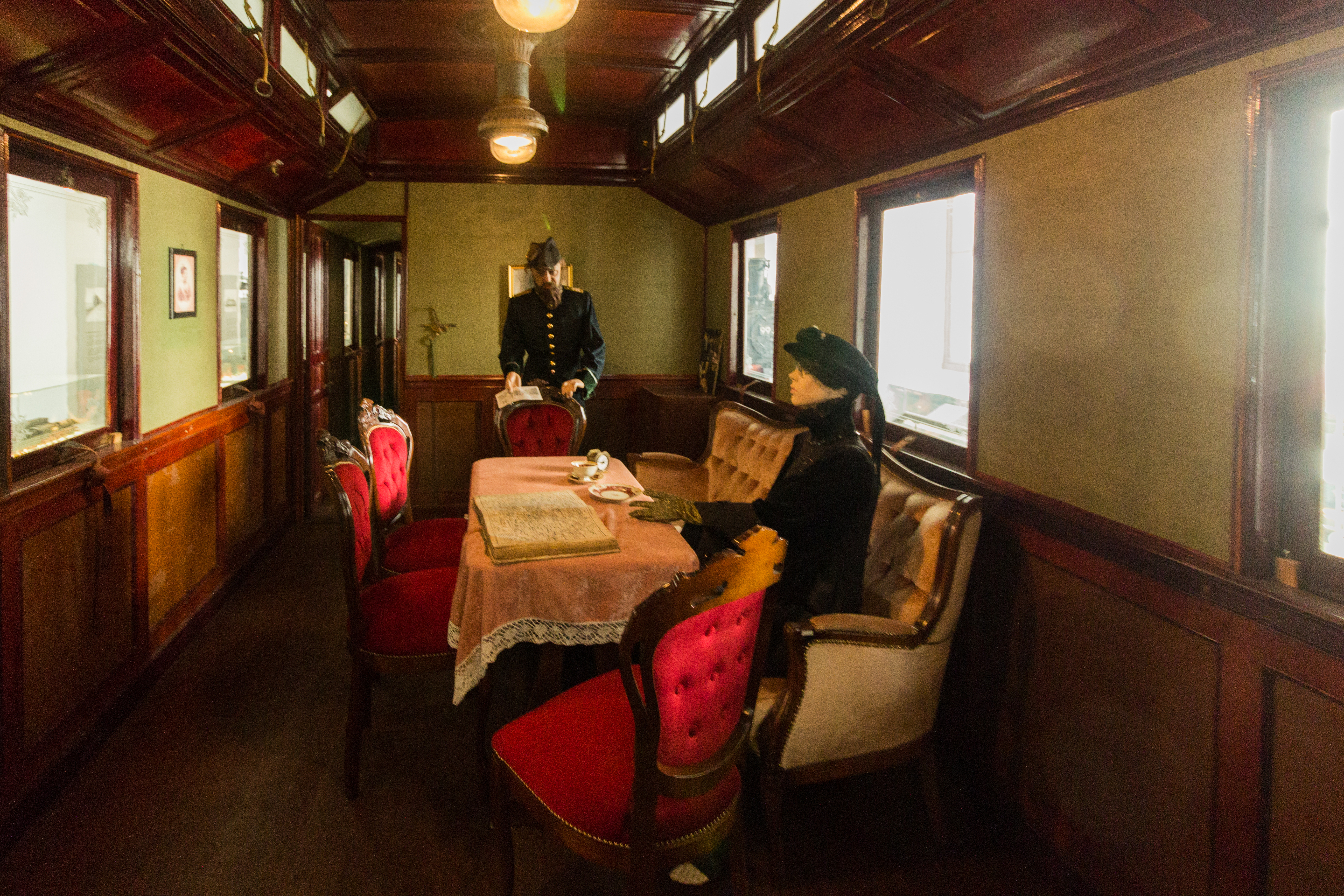
Innenansicht des Salons

Seit 1853 besaß der König von Sachsen zwei Salonwagen. Der Fuhrpark für den Hofzug wurde im Königreich Sachsen bis 1912 mehrfach ergänzt und ausgetauscht. Der Hofsalonwagen 447 wurde 1885 bei der Gebrüder Hofmann AG (später: Linke-Hofmann-Busch) in Breslau für die Tochter des späteren Königs von Sachsen, Georg, Mathilde von Sachsen, gebaut.
Nach dem Ende der Monarchien in Deutschland 1918 wurde der Wagen für untergeordnete Zwecke genutzt. 1954–1956 wurde er im Reichsbahnausbesserungswerk Karl-Marx-Stadt in seinem Ursprungszustand aufgearbeitet. Heute steht er in der Dauerausstellung des Verkehrsmuseums Dresden.

## Technisches
Die Raumaufteilung ist typisch für einen Salonwagen dieser Zeit: An einem Ende befindet sich ein geschlossener Einstieg, anschließend der Salon, in der Mitte Schlafabteil mit angeschlossener Toilette und Waschgelegenheit für die Prinzessin. Ein Seitengang führte zum Abteil für das begleitende Personal. Dieser Bereich verfügte ebenfalls über Eingangstüren.
Der Salon war mit einem Sofa, einem Tisch und vier Sesseln ausgestattet. Drei Sitze befanden sich im Personalabteil.
Das Untergestell des Wagens ist vollständig aus Stahlprofilen ausgeführt. Die Lang- und Querträger waren miteinander vernietet. Der Aufbau war aus Holz, mit Blech verkleidet. Ein Übergang befand sich nur am Einstiegsraum zu den Salonräumen. Das Dach war mit einem Oberlichtaufbau versehen.
Die Heizung konnte entweder mit Briketts betrieben werden und wurde dann von außen befeuert. Alternativ gab es eine Heizleitung, falls der Wagen in dampfbeheizte Züge eingestellt wurde. Das Fahrzeug besaß Gasbeleuchtung. Der Wagen lief auf einem Lenkdreiachslaufwerk, bei dem die Seitenverschiebung des mittleren Radsatzes die Endradsätze über Lenkerstangen in Bögen radial einstellte und war mit einer Handbremse ausgestattet.
Weiterhin verfügte der Wagen über durchgehende Schraubenkupplungen sowie Stangenpuffer.